# 永乐镇 (芮城县)
永乐镇，是中华人民共和国山西省运城市芮城县下辖的一个乡镇级行政单位。永乐镇是吕洞宾的故乡。元代全真道门徒在此创建的道观永乐宫是中国现存最大、保存最为完整的道观之一，它与陕西重阳宫、北京白云观并称为全真道三大祖庭。

## 行政区划
永乐镇下辖以下地区：
永乐村、西营村、历山村、枯夺村、杨涧村、新村、郑村和蔡村。